# Большая перемена
«Больша́я переме́на» — советский четырёхсерийный художественный телевизионный фильм, снятый в 1972—1973 годах режиссёром Алексеем Кореневым по мотивам повести Георгия Садовникова «Иду к людям» (в последние годы издаётся под названием «Большая перемена»). Премьера фильма на ТВ проходила с 29 апреля по 2 мая 1973 года.

## Сюжет
Самолюбие Нестора Петровича Северова (Михаил Кононов), молодого историка, гордящегося своими, как он думает, глубокими знаниями, уязвлено тем, что на вступительном экзамене в аспирантуру педагогического института его обошла любимая девушка Полина (Наталья Гвоздикова). В досаде парень расстаётся с Полиной и уходит в добровольную «ссылку» — учителем в вечернюю школу, где становится классным руководителем 9-го «А» класса. Оказалось, что преподавать школьные дисциплины очень разным взрослым людям, большинство из которых старше самого преподавателя, не так-то просто, особенно если некоторые из них не хотят учиться. Некоторые взрослые, казалось бы, ученики доставляют своему классному руководителю массу проблем. В довершение ко всем проблемам в нового учителя влюбляется ученица Нелли Леднёва (Светлана Крючкова), отец которой — Степан Семёнович Леднёв (Евгений Леонов) — учится в том же классе.
Нестор Петрович начинает жить заботами своих взрослых учеников. Всегда в центре событий — ученик Григорий Ганжа (Александр Збруев). Рабочий на заводе, он то попадает под арест на 15 суток за «издевательство над человеком» (эпизод с «аттракционом неслыханной жадности»), то саботирует уроки и при каждом удобном случае высказывает своё пренебрежительное отношение к учёбе. В школе Ганжа обычно занимается всем, чем угодно, кроме учёбы (например, слушает по радиоприёмнику хоккейные репортажи). Дело осложняется тем, что Ганжа женат на Светлане Афанасьевне (Наталия Богунова), учительнице русского языка и литературы. Когда-то молодые люди решили, что сначала образование получит Светлана, а затем Григорий, и вот теперь Светлана уже окончила институт, а Ганжа который год не может окончить школу. Раздражённая отсутствием у своего мужа желания учиться и его глупыми выходками, Светлана Афанасьевна, в конце концов, решает покинуть его. Тогда удручённый Ганжа приходит за помощью к Нестору Петровичу, и тот, хотя и не сразу, но соглашается помочь. После его пламенной речи в учительской, в которой он защищает своего ученика, Светлана возвращается к мужу.
Ученик Геннадий Ляпишев (Виктор Проскурин) постоянно отлынивает от учёбы и сбега́ет на танцы, оправдываясь тем, что у него неудобный график работы. Поверив в его выдумки и пытаясь помочь, Нестор Петрович уговаривает напарника Ляпишева — Александра Петрыкина (Ролан Быков) — согласиться на вторую смену. Причём для того, чтобы добиться этого, Нестору приходится даже прыгнуть в воду на глазах у Петрыкина. Однако позже выясняется, что эти усилия напрасны, так как Ляпишев по-прежнему «отбывает номер» в школе. Он, по-видимому, считает, что ему как рабочему человеку должны выдать аттестат за просто так. Тогда за его «воспитание» принимается сам Петрыкин — весьма серьёзный человек. Как оказалось, с таким шутки плохи. Александр Трофимович грозится сделать из Ляпишева не просто человека, а совершенного человека, и при этом демонстрирует Геннадию изображение «Давида» Микеланджело как образец для подражания. Затем таскает Гену с собой в кино, театр, на лекцию, в планетарий и т. п. — для «повышения культурно-образовательного уровня». Из-за того, что Петрыкин с Ляпишевым всюду ходят вместе, у последнего даже происходит размолвка с его девушкой Люсей (Ирина Азер), которая возмущена таким положением дел (к тому же Петрыкин при Гене назвал её «неидеальной»). В конце концов, благодаря этим переживаниям происходит педагогическое «чудо» — Гена внезапно приобрёл страшный интерес к учёбе и самосовершенствованию (пусть «Давидом» он не стал, но это тоже очень важное достижение). Однако пока Петрыкин занят Ляпишевым, от него самого уходит молодая жена Валентина (Люсьена Овчинникова)… Воссоединить семью заново, объяснив Валентине истинные мотивы поведения её мужа (стремление помочь товарищу), — эта задача тоже ложится на плечи Нестора Петровича и его добровольного помощника Степана Леднёва.
Сам Леднёв тем временем тоже попадает в сложное положение на семейном фронте, так как его дочь Нелли, влюблённая в учителя, стесняется своего отца и протестует против того, чтобы он посещал занятия. Между тем Степан Семёнович, может быть, как никто другой в этом классе, искренне желает учиться. Один раз дело доходит до того, что Леднёв влезает в класс через окно, потому что через дверь дочь его не пускает. Язвительный Ганжа, видевший это, тут же объявляет: «Новый аттракцион! Фантастическая тяга человека к знаниям!». Кончается всё тем, что Леднёв бросает учёбу и ненамеренно срывает уроки, разбудив школьную уборщицу тётю Глашу (Валентина Сперантова), которая спросонья даёт раньше времени звонок с урока.
Ученица Виктория Коровянская (Нина Маслова), как выясняется, нигде не работает, и приходится ей разъяснить, что необходимо устроиться на работу, иначе она не может посещать школу. За её «воспитание» принимается её ухажёр — Пётр Тимохин (Савелий Крамаров), который работает вместе с Григорием Ганжой и славится своей фантастической скаредностью. Именно за злое подшучивание над ним — «аттракцион фантастической жадности» — Ганжа и угодил в милицию. Впрочем, в дальнейшем Пётр исправляется и объявляет всем, что устраивает «аттракцион неслыханной щедрости».
Выясняется также, что в этом же классе учится и даже является старостой Ваня Федоскин (Юрий Кузьменков) — друг детства Полины, который даже считал себя её женихом, однако его в своё время «обошёл» в споре за место в сердце Полины сам Нестор Петрович. Поскольку Полина при Ване называла Нестора своим женихом, а Нестор позже расстался с ней (о чём Ваня не знает), то теперь оба они не общаются с Полиной и считают друг друга «счастливым соперником»: Ваня думает, что Нестор женился на Полине, а Нестор — наоборот. Однако в действительности Полина, причём при активном содействии Федоскина, вернётся к Нестору лишь в конце фильма, что станет своеобразным вознаграждением молодому учителю за его предыдущие волнения и самоотверженный труд на ниве педагогики…

## История создания
Написать сценарий фильма о жизни учащихся вечерней школы, используя свою повесть «Иду к людям», Садовникову, в молодости самому преподававшему в вечерней школе, предложили в конце 1969 года. Сразу было поставлено условие, что соавтором будет режиссёр фильма. Два года писатель трудился над сценарием, было перепробовано много вариантов, многое потом пришлось менять во время съёмок, перед самым их началом вместо двухсерийного было решено делать трёхсерийный, а затем — и четырёхсерийный фильм. Конечный вариант сценария очень сильно отличался от первоисточника.
Первоначально на главную роль планировался Андрей Мягков, но он поставил условием съёмки в роли Светланы Афанасьевны своей жены, Анастасии Вознесенской, что не устроило авторов картины. На роль пробовались также Константин Райкин и Евгений Карельских.
Съёмки фильма производились в городе Ярославле, в том числе на территории Ярославского шинного завода, Ярославского нефтеперерабатывающего завода, на Стрелке, набережной Которосли и берегу Волги, стадионе «Спартаковец», острове Даманский (карусели, танцплощадка). Отдельные сцены фильма снимались в Москве и МГПИ им Ленина.

## В ролях
| Актёр                  | Роль                                                                                            |
| ---------------------- | ----------------------------------------------------------------------------------------------- |
| Михаил Кононов         | учитель истории, классный руководитель 9-го «А» Нестор Петрович Северов                         |
| Евгений Леонов         | ученик 9-го «А», шофёр, отец Нелли Степан Семёнович Леднёв                                      |
| Светлана Крючкова      | ученица 9-го «А», асфальтоукладчица Нелли Леднёва                                               |
| Александр Збруев       | ученик 9-го «А», рабочий нефтеперегонного завода Григорий Ганжа                                 |
| Наталия Богунова       | учитель русского языка и литературы, жена Ганжи Светлана Афанасьевна                            |
| Юрий Кузьменков        | ученик 9-го «А», староста класса, рабочий шинного цеха Ваня Федоскин                            |
| Наталья Гвоздикова     | аспирантка, невеста Нестора Петровича Полина Сергеевна Иванченко                                |
| Виктор Проскурин       | ученик 9-го «А», прогульщик, рабочий химзавода Гена (Геннадий Иванович) Ляпишев                 |
| Ролан Быков            | рабочий на заводе, напарник Ляпишева Александр Трофимович Петрыкин                              |
| Люсьена Овчинникова    | невеста, позже жена Петрыкина Валя                                                              |
| Ирина Азер             | подруга Ляпишева Люся                                                                           |
| Нина Маслова           | ученица 9-го «А», тайная тунеядка, новоявленная асфальтоукладчица Виктория Ивановна Коровянская |
| Савелий Крамаров       | ученик 9-го «А», жених Коровянской, напарник Ганжи Петя (Пётр Аркадьевич) Тимохин               |
| Валерий Носик          | ученик 9-го «А», вратарь заводской футбольной команды Отто Фукин                                |
| Валерий Хлевинский     | ученик 9-го «А» Авдотьин                                                                        |
| Людмила Касаткина      | директор школы Екатерина Семёновна                                                              |
| Анастасия Георгиевская | учитель географии Серафима Павловна                                                             |
| Валентина Талызина     | учитель химии Нина Петровна                                                                     |
| Инна Жилина            | учитель биологии, редактор школьной стенгазеты                                                  |
| Людмила Анциферова     | учитель физкультуры                                                                             |
| Валентина Сперантова   | уборщица тётя Глаша                                                                             |
| Михаил Яншин           | профессор, доктор исторических наук Виктор Иванович Волосюк                                     |
| Лев Дуров              | старший сержант милиции                                                                         |
| Янис Якобсон           | ученик 9-го «А», сосед Нелли по парте, рабочий-станочник                                        |
| Мария Коренева         | ученица 9-го «А» с ребёнком Чувичкина                                                           |
| Михаил Розанов         | ученик 9-го «А», сосед Чувичкиной по парте                                                      |
| Игорь Суровцев         | ученик 9-го «А» в красной олимпийке на последней парте                                          |
| Илья Баскин            | взъерошенный ученик 9-го «А», сосед Авдотьина по парте                                          |
| Александр Цирков       | ученик 9-го «А»                                                                                 |
| Валентина Кузнецова    | учитель                                                                                         |
| Зоя Исаева             | учитель                                                                                         |
| Вячеслав Гарин         | директор химзавода                                                                              |
| Готлиб Ронинсон        | бригадир шинного цеха, начальник Федоскина                                                      |
| Зоя Степанова          | врач, лечившая Федоскина                                                                        |
| Николай Граббе         | начальник Леднёва Пётр Васильевич Тарасов                                                       |
| Наталья Гурзо          | жена Фукина                                                                                     |
| Владимир Басов         | фотограф на свадьбе Петрыкина                                                                   |
| Иван Рыжов             | майор милиции, начальник отделения                                                              |
| Галина Комарова        | контролёр                                                                                       |
| Светлана Старикова     | экскурсовод                                                                                     |
| Лариса Барабанова      | продавщица в магазине мужской одежды                                                            |
| Альберт Иричев         | осводовец                                                                                       |
| Алексей Кутузов        | молодой осводовец                                                                               |
| Александр Зимин        | продавец в мебельном магазине                                                                   |
| Александр Калужский    | доктор                                                                                          |
| Лев Дубов              | инженер химзавода Акимыч                                                                        |
| Тамара Логинова        | эпизод                                                                                          |
| Валентина Ананьина     | эпизод                                                                                          |
| Владимир Земляникин    | гость на свадьбе Петрыкина (в титрах не указан)                                                 |
| Юрий Киреев            | гость на свадьбе Петрыкина (в титрах не указан)                                                 |
| Валентина Титова       | гостья на свадьбе Петрыкина (в титрах не указана)                                               |
| Иван Жеваго            | гость на свадьбе Петрыкина (в титрах не указан)                                                 |
| Александр Вдовин       | молодой отец Чувичкин (в титрах не указан)                                                      |
| Михаил Ремизов         | эпизод (в титрах не указан)                                                                     |
| Пётр Щербаков          | гость (в титрах не указан)                                                                      |
| Елена Коренева         | девушка с книгой в библиотеке (в титрах не указана)                                             |
| Ирина Калиновская      | медсестра, делавшая перевязку Ганже (в титрах не указана)                                       |
| Любовь Касаточкина     | гостья с гитарой на свадьбе Петрыкина (в титрах не указана)                                     |
| Екатерина Мазурова     | соседка Нестора Петровича баба Маня (в титрах не указана)                                       |
| Виктор Шульгин         | гость на свадьбе Петрыкина (в титрах не указан)                                                 |
| Ольга Богданова        | пассажирка в автобусе (в титрах не указана)                                                     |
| Светлана Швайко        | жена старшего сержанта (в титрах не указана)                                                    |
| Любовь Мышева          | асфальтоукладчица (в титрах не указана)                                                         |

## Съёмочная группа
| - Авторы сценария: - Алексей Коренев - Георгий Садовников - Режиссёр: Алексей Коренев - Оператор: Анатолий Мукасей - Художник: Леонид Платов - Композитор: Эдуард Колмановский | - Тексты песен: Михаил Танич - Звукорежиссёры: - Валерий Попов - Валентина Щедрина - Монтажёр: П. Чечёткина - Художник-гримёр: М. Быковская - Художник по костюмам: Ш. Быховская |

## Оценки современников
Исполнитель главной роли Михаил Кононов скептически относился к фильму. В своих неопубликованных мемуарах он писал: «В многосерийке „Большая перемена“ был собран весь цвет четырёх поколений актёров, начиная от популярных народных до только что закончивших театральные училища. Мне приходилось оправдывать фантасмагорические ситуации и несуразный текст. О „Большой перемене“ много писали, и с успехом она прошла за рубежом. Вот такой силы таланты были в то время в России. Любой бред в их исполнении выглядел милым и обаятельным, а главное — искренним».
По словам Николая Бурляева: «Я никогда не был в восторге от этого фильма, нам, ориентированным на Тарковского и Германа, сериал с высосанным из пальца сюжетом казался несерьёзным».
Несмотря на критические отзывы, фильм считается культовым и нередко демонстрируется на телеканалах.